# Grammatotria
Grammatotria is een monotypisch geslacht van straalvinnige vissen uit de familie van de cichliden (Cichlidae).

## Soort
- Grammatotria lemairii Boulenger, 1899